# Hylaeanthe
Hylaeanthe är ett släkte av strimbladsväxter. Hylaeanthe ingår i familjen strimbladsväxter.
Kladogram enligt Catalogue of Life:
| Hylaeanthe | \| \| Hylaeanthe hexantha \| \| \| \| \| \| Hylaeanthe hoffmannii \| \| \| \| \| \| Hylaeanthe panamensis \| \| \| \| \| \| Hylaeanthe polystachya \| \| \| \| \| \| Hylaeanthe unilateralis \| \| \| \| |
|            | \| \| Hylaeanthe hexantha \| \| \| \| \| \| Hylaeanthe hoffmannii \| \| \| \| \| \| Hylaeanthe panamensis \| \| \| \| \| \| Hylaeanthe polystachya \| \| \| \| \| \| Hylaeanthe unilateralis \| \| \| \| |
|            | Hylaeanthe hexantha |
|            | |
|            | Hylaeanthe hoffmannii |
|            | |
|            | Hylaeanthe panamensis |
|            | |
|            | Hylaeanthe polystachya |
|            | |
|            | Hylaeanthe unilateralis |
|            | |